# 4244 Zakharchenko
4244 Zakharchenko eller 1981 TO3 är en asteroid i huvudbältet som upptäcktes den 7 oktober 1981 av den ryska astronomen Ljudmila Tjernych vid Krims astrofysiska observatorium på Krim. Den är uppkallad efter Vasilij D. Zakharchenko.
Asteroiden har en diameter på ungefär 15 kilometer.